# Club sportif constantinois (natation)
Club sportif constantinois (section natation), section du club omnisports du même nom, basé à Constantine, Algérie.

## Palmarès
- Coupe de la Foire d'Alger: 
  - Deuxième: 1939[1]
- Coupe Sylvain Réant: 
  - Deuxième: 1939[1]

## Nageurs célèbres
- Bel Hadj[2]
- Djabri[3]
- Boumaza[3]
- Bachara[2]